# Trio avec piano

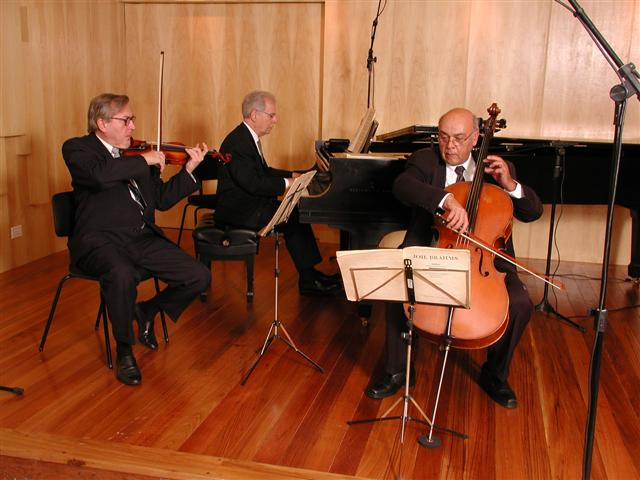
Un trio piano - violon - violoncelle.

Un trio avec piano ou trio pour piano consiste en une composition musicale destinée à être interprétée par un piano et deux instruments mélodiques (généralement un violon et un violoncelle, mais d'autres combinaisons sont possibles).

## Histoire
Les Sonate a tre (sonates en trio), constituées de trois instruments dont un violon et une basse continue, apparaissent au XVIIe siècle et constituent une des premières formes de musique de chambre. Les sonates per due violoni e violone de Giovanni Legrenzi en sont un des premiers exemples. Des sonates en trio ont également été composées pour orgue, instrument pouvant posséder plus d'un clavier manuel et un pédalier, notamment par Jean-Sébastien Bach (six sonates en trio pour orgue). On peut également citer les 12 Sonates a 3 op. 5 d'Arcangelo Corelli dont la célèbre douzième "La Follia", les cinquante et une sonates en trio TWV 42 de Georg Philipp Telemann, les Douze Sonates en trio, op. 1 de Vivaldi, les six 'sonades' en trio et les deux 'Apothéoses' de Corelli et Lully de François Couperin, les trente et une sonates en trio de Carl Philipp Emanuel Bach H. 567-597, entre autres nombreux exemples.
C'est au XVIIIe siècle que la forme pour trio s'impose, notamment avec Joseph Haydn qui compose quarante-deux trios complets (trios, sonates, partitas, divertimenti) et trois mouvements isolés pour piano, violon et violoncelle, vingt-deux trios complets et cinquante-huit mouvements isolés pour cordes diverses, onze divertimenti complets et douze mouvements isolés pour 3 instruments variés dont six trios pour flûte ou violon, violon et violoncelle H. IV:6-11, cent-vingt-six trios et six mouvements isolés pour baryton (instrument à cordes frottées de la famille des violes de gambe), alto et violoncelle. Mozart en compose également, ainsi que Beethoven, en particulier le Trio à l’Archiduc. On peut également citer les Trios et le Notturno de Franz Schubert et ceux de Johannes Brahms.

## Répertoire

### Piano, violon et violoncelle

#### Période classique
Joseph Haydn
Wolfgang Amadeus Mozart
Six Trios pour piano, violon et violoncelle :
- no 1 en si bémol Majeur (Divertimento) K. 254 (1776)
- no 2 en sol Majeur K. 496 (1786)
- no 3 en si bémol Majeur K. 502 (1786)
- no 4 en mi Majeur K. 542 (1788)
- no 5 en ut Majeur K. 548 (1788)
- no 6 en sol Majeur K. 564 (1788)

Ludwig van Beethoven
- no 1, 
op. 1 no 1, en mi bémol majeur (1794)
- no 2, 
op. 1 no 2, en sol majeur (1794)
- no 3, 
op. 1 no 3, en do mineur (1794)
- no 4, 
op. 11, en si bémol majeur (1798)
- no 5, « des Esprits », 
op. 70 no 1, en ré majeur (1808)
- no 6, 
op. 70 no 2, en mi bémol majeur (1808)
- no 7, « à l’Archiduc », 
op. 97, en si bémol majeur (1811)

Johann Nepomuk Hummel
Sept Trios pour piano, violon et violoncelle :
- no 1 en mi bémol Majeur op. 12 (c. 1803)
- no 2 en fa Majeur op. 22 (c. 1799-1807)
- no 3 en sol Majeur op. 35 (c. 1808-11)
- no 4 en sol Majeur op. 65 (c. 1815)
- no 5 en mi Majeur op. 83 (?)
- no 6 en mi bémol Majeur op. 93 (?)
- no 7 en mi bémol Majeur op. 96 (?)

Friedrich Kalkbrenner
- Trio pour piano, violon et violoncelle no 1 en mi mineur op. 7 (c. 1810)
- Trio pour piano, violon et violoncelle no 2 en la bémol Majeur op. 14 (c. 1813)
- Trio pour piano, violon et violoncelle no 3 en si bémol Majeur op. 26 (1816)
- Trio pour piano, violon et violoncelle no 4 en ré Majeur op. 84 (1827)
- Trio pour piano, violon et violoncelle no 5 en la bémol Majeur op. 149 (1841)

George Onslow
- Trio no 1 en la Majeur op. 3 no 1 (1807)
- Trio no 2 en ut Majeur op. 3 no 2 (1807)
- Trio no 3 en sol mineur op. 3 no 3 (1807)
- Trio no 4 en mi mineur op. 14 no 1 (1817)
- Trio no 5 en mi bémol Majeur op. 14 no 2 (1817)
- Trio no 6 en ré Majeur op. 14 no 3 (1817)
- Trio no 7 en ré mineur op. 20 (1822)
- Trio no 8 en ut mineur op. 26 (1823)
- Trio No. 9 en sol Majeur op. 27 (1823)
- Trio No. 10 en fa mineur op. 83 (1851-52)

#### Période romantique
Alexandre Aliabiev
- Trio pour piano en la mineur (c. 1820)

Franz Schubert
- Sonatensatz (Mouvement de sonate) pour piano, violon et violoncelle en si bémol Majeur D. 28 (1812)
- Notturno, D. 827 (1827)
- Trio pour piano et cordes no 1, D. 898 (op. 99, 1827)
- Trio pour piano et cordes no 2, D. 929 (op. 100, 1827)

Frédéric Chopin
- Trio pour piano, violon et violoncelle en sol mineur, op. 8 (1828-1829)[5]

Felix Mendelssohn
- Trio no 1 en ré mineur op. 49 (1839)
- Trio no 2 en do mineur op. 66 (1845)

César Franck
- Trio concertant pour piano, violon et violoncelle no 1 en fa dièse Majeur op. 1/1 (1841)[6]
- Trio concertant pour piano, violon et violoncelle no 2 en si bémol Majeur op. 1/2 « Trio de Salon » (1841)[7]
- Trio concertant pour piano, violon et violoncelle no 3 en si mineur op. 1/3 (1841)[7]
- Trio concertant pour piano, violon et violoncelle no 4 en si mineur op. 2 (1842)[7]

Charles-Valentin Alkan
- Trio en sol mineur pour violon, violoncelle et piano, op. 30 (1841)[8]

Robert Schumann
- Phantasiestücke op. 88 pour piano, violon et violoncelle (1842)
- Trio pour piano et cordes no 1 en ré mineur, op. 63 (1847)
- Trio pour piano et cordes no 2 en fa majeur op. 80 (1847-1849)
- Trio pour piano et cordes no 3 en sol mineur op. 110 (1851)

Franz Berwald
Cinq Trios pour piano, violon et violoncelle :
- Grand Trio en ut Majeur composé pour le 2 août 1845 (1845)
- Trio no 1 en mi bémol Majeur (1849)
- Trio no 2 en fa mineur (1851)
- Trio no 3 en ré mineur (1851)
- Trio No. 4 en ut Majeur (1853)

Anton Rubinstein
- Trio pour piano no 1 en fa Majeur op. 15 no 1 (1851)
- Trio pour piano no 2 en sol mineur op. 15 no 2 (1851)
- Trio pour piano no 3 en si bémol Majeur op. 52 (1857)
- Trio pour piano no 4 en la Majeur op. 85 (1870)
- Trio pour piano no 5 en ut mineur op. 108 (1883)

Johannes Brahms
- Trio pour piano et cordes no 1 en si majeur op. 8 (1853-1854)[10]
- Trio pour piano et cordes no 2 en ut majeur op. 87 (1880-1882)[11]
- Trio pour piano et cordes no 3 en ut mineur op. 101 (1886)[12]
- Trio pour piano, violon et violoncelle no 4 en la majeur, op. posthume

Édouard Lalo
- Trio pour piano, violon et violoncelle no 1 en ut mineur op. 7 (1849/50)
- Trio pour piano, violon et violoncelle no 2 en si mineur (c.1852)

Camille Saint-Saëns
- Trio pour piano, violon et violoncelle no 1 en fa majeur op. 18 (1864)
- Trio pour piano, violon et violoncelle no 2 en mi mineur op. 92 (1891)

Henry Charles Litolff
- Trio pour piano, violon et violoncelle no 1 en ré mineur op. 47 (1850)
- Trio pour piano, violon et violoncelle no 2 en mi bémol Majeur op. 56 (c.1850)
- Trio pour piano, violon et violoncelle no 3 en ut mineur op. 100 (c.1854)

Bedřich Smetana
- Trio pour violon et violoncelle et piano en sol mineur op. 15 JB 1:64 (1855)

Max Bruch
- Trio pour violon, violoncelle et piano en ut mineur op. 5 (1857)

Karl Goldmark
- Trio pour violon, violoncelle et piano en si bémol majeur op. 4 (1858/59)
- Trio pour violon, violoncelle et piano en mi mineur op. 33 (1879)

Alexandre Borodine
- Trio pour violon, violoncelle et piano en ut Majeur (1861)

Alexis de Castillon
- Trio pour piano, violon et violoncelle no 1 en si bémol majeur op. 4 (1866)
- Trio pour piano, violon et violoncelle no 2 en ré mineur op. 17 (1873)

Richard Strauss
- Trio pour violon, violoncelle et piano no 1 en la Majeur TrV 53 (1877)
- Trio pour violon, violoncelle et piano no 2 en ré Majeur TrV 71 (1878)

Antonín Dvořák
- Trio pour piano, violon et violoncelle no 1 en si bémol majeur op. 21 (1875)[13]
- Trio pour piano, violon et violoncelle no 2 en en sol mineur op. 26 (1876)[14]
- Trio pour piano, violon et violoncelle no 3 en fa mineur op. 65 (1883)[15]
- Trio pour piano, violon et violoncelle no 4 en mi mineur op. 90 « Trio Dumky » (1891)[16]

Claude Debussy
- Trio pour piano, violon et violoncelle (1880)[17]

Ernest Chausson
- Trio avec piano en sol mineur op. 3 (1881)[18]

Piotr Ilitch Tchaïkovski
- Trio pour piano en la mineur op. 50 "A la mémoire d’un grand artiste" (1881-1882)

Giuseppe Martucci
- Trio pour piano, violon et violoncelle no 1 en ut Majeur op. 59 (1882)
- Trio pour piano, violon et violoncelle no 2 en ut Majeur op. 62 (1883)

Jean Sibelius
- Trio pour piano, violon et violoncelle no 1 en la mineur JS 206 (1884)
- Allegro pour piano, violon et violoncelle en ut Majeur JS 27 (1886)
- Trio pour piano, violon et violoncelle no 2 en la mineur JS 207 "Havträsk trio" (1886)
- Trio pour piano, violon et violoncelle no 3 en la mineur JS 209 'Korpo trio" (1887)
- Andantino pour piano, violon et violoncelle en sol mineur JS 43 (1887-8)
- Trio pour piano, violon et violoncelle no 4 en ut Majeur JS 208 "Loviisa trio" (1888)

Guillaume Lekeu
- Trio pour piano, violon et violoncelle en ut mineur (1891)

Sergueï Rachmaninov
- Trio élégiaque no 1 en sol mineur (1892)
- Trio élégiaque no 2 en ré mineur op. 9 (1893/1907/1917)

Anton Arenski
- Trio avec piano en ré mineur, op. 32 (1894)[19]
- Trio avec piano en fa mineur, op. 73 (1905)[20]

Enrique Granados
- Trio pour violon, violoncelle et piano op. 50 (1895)

Hans Pfitzner
- Trio avec piano en fa Majeur op.8 (1896)

Nicolaï Rimski-Korsakov
- Trio pour piano et cordes en ut mineur (1897)

Arnold Schoenberg
- La Nuit transfigurée (1899, transcription pour pano, violon et violoncelle d'Eduard Steuermann, 1932)

Albert Roussel
- Trio pour piano, violon et violoncelle en mi bémol Majeur op. 2 (1902)

#### Période moderne
Théodore Dubois
- Trio pour violon, violoncelle et piano no 1 en ut mineur (1904)
- Trio pour violon, violoncelle et piano no 2 en mi Majeur (1909)

Charles Ives
- Trio pour violon, violoncelle et piano S. 86 (1904–11)

Joaquín Turina
- Trio pour violon, violoncelle et piano en fa Majeur (1904)
- Trio pour violon, violoncelle et piano n 1 en ré mineur op. 35 (1926)
- Trio pour violon, violoncelle et piano no 2 en si mineur op. 76 (1933)
- Circulo, Fantaisie pour trio avec piano op. 91 (1942)

Alexandre Gretchaninov
- Trio pour violon, violoncelle et piano no 1 en ut mineur op. 38 (1906)
- Trio pour violon, violoncelle et piano no 2 en sol Majeur op. 128 (1931)

John Ireland
- Phantasy-Trio pour violon, violoncelle et piano en la mineur (1906)
- Trio pour violon, violoncelle et piano no 2 en mi mineur (1917)
- Trio pour violon, violoncelle et piano no 3 en mi Majeur (1938)

Max Reger
- Trio pour violon, violoncelle et piano en mi mineur op. 102 (1907-08)

Frank Bridge
- Phantasy Trio avec piano en ut mineur (1907)[21]
- Deuxième Trio pour violon, violoncelle et piano (1929)[22]

Sergueï Taneïev
- Trio pour violon, violoncelle et piano en ré Majeur op. 22 (1908)

Erich Wolfgang Korngold
- Trio pour piano, violon et violoncelle op. 1 (1910)

Maurice Ravel
- Trio avec piano (1914)

Pantcho Vladiguerov
- Trio avec piano en si bémol mineur op. 4 (1916)

Roberto Gerhard
- Trio pour violon, violoncelle et piano (1918)

Gabriel Fauré
- Trio avec piano op. 120 (1922)[23]

Ernest Bloch
- 3 Nocturnes pour violon, violoncelle et piano (1924)

Frank Martin
- Trio sur des mélodies populaires irlandaises (1925)

Gian Francesco Malipiero
- Sonata a tre pour violon, violoncelle et piano (1926-27)

Aaron Copland
- « Vitebsk », étude sur un thème juif pour piano, violon et violoncelle (1927-1929)[24]
- Prélude pour trio avec piano (1928)

Vincent d'Indy
- Trio en forme de suite op. 98 (1929)[25]

Dmitri Chostakovitch
- Trio avec piano no 1 en ut mineur (1923)[26]
- Trio avec piano no 2 en mi mineur (1944)[27]

Leonard Bernstein
- Trio avec piano (1937)

Amy Beach
- Trio avec piano en la mineur op. 150 (1938)

Bohuslav Martinů
Quatre Trios pour piano et cordes :
- 5 Pièces brèves, trio pour violon, violoncelle et piano no 1 H 193 (1930)
- Bergerettes, 5 pièces pour violon, violoncelle et piano H 275 (1939)
- Trio pour violon, violoncelle et piano no 2 en ré mineur H 327 (1950)
- Trio pour violon, violoncelle et piano no 3 en ut Majeur H 332 (1951)

Raffaele D'Alessandro
- Trio pour piano, violon et violoncelle op. 33 (1940)

#### Période contemporaine
Hans Werner Henze
- Kammersonate pour violon, violoncelle et piano (1948/1963)
- 'Adagio adagio', sérénade pour violon, violoncelle et piano (1993)

Edmund Rubbra
- Trio no 1 en un mouvement op. 68 (1950)
- Trio No. 2 op. 138 (1970)

Edison Denisov
- Trio pour violon, violoncelle et piano op. 5 (1954)
- Trio pour violon, violoncelle et piano op. 39 (1971)

Bernd Alois Zimmermann
- "Présence, Ballet blanc en cinq scènes" (1961)

Darius Milhaud
- Trio avec piano op. 428 (1969)

Isang Yun
- Trio pour violon, violoncelle et piano (1972/75)

Wolfgang Rihm
- Trio pour violon, violoncelle et piano (1972)
- Fremde Szenen I-III. Versuche für Klaviertrio (Sonorités étranges I-III. Essais pour trio avec piano) (1982/84)

Morton Feldman
- Trio pour violon, violoncelle et piano (1980)

Peter Mieg
- Trio pour piano, violon et violoncelle (Trio « Mirecourt ») (1984)

Maurizio Kagel
- Trio pour piano, violon et violoncelle no 1 (1984-85)
- Trio pour piano, violon et violoncelle no 2 (2001)
- Trio pour piano, violon et violoncelle no 3 (2007)

Alfred Schnittke
- Trio pour piano, violon et violoncelle (1992 - version révisée du trio piano/alto/violoncelle de 1985)

Betsy Jolas
- Trio 88, pour violon, violoncelle et piano (1988)
- 'Ah ! Haydn', pour violon, violoncelle et piano (2007)

Toru Takemitsu
- Between tides" pour violon, violoncelle et piano [1993)

Lalo Schifrin
- Hommage à Ravel pour piano, violon et violoncelle (1992)

Pascal Dusapin
- Trio Rombach, pour piano, violon (ou clarinette) et violoncelle (1997)

Harrison Birtwistle
- Trio pour violon, violoncelle et piano (2010)

Georges Aperghis
- Trio (2012)

Elliott Carter
- 'Epigrams' pour piano, violon et violoncelle (2012)

Christophe Looten
- Austrian Trio op. 82 (2012)

### Piano, violon et clarinette
Igor Stravinsky
- Suite tirée de L'Histoire du soldat (1919)[28]

Béla Bartók
- Contrastes (1938)[29]

Aram Khatchatourian
- Trio (1932)

Darius Milhaud
- Suite (1936)[30]

### Piano, violon et cor
Johannes Brahms
- Trio pour cor, violon et piano op. 40 (1864-1865)[31]

György Ligeti
- Trio pour violon, cor et piano (1981-1982)[32]

### Piano, flûte et basson
Ludwig van Beethoven
- Trio pour piano, flûte et basson en sol majeur WoO 37 (1786-90)[33]

### Piano, flûte et violoncelle
Carl Maria von Weber
- Trio pour flûte, violoncelle et piano en sol mineur, op. 63 (1819)[34]

Gabriel Pierné
- Sonata da camera pour flûte, violoncelle et piano, op. 48 (1927)[35]

### Piano, clarinette et alto
Wolfgang Amadeus Mozart
- Trio Kegelstatt (Trio Les Quilles), K. 498 (1786)[36]

Robert Schumann
- Märchenerzählungen (Récits de contes de fées), op. 132 (1853)[37]

### Piano, clarinette et violoncelle
Ludwig van Beethoven
- Trio pour piano, clarinette et violoncelle op. 11, dit « Gassenhauer » (1798)[38]

Louise Farrenc
- Trio pour piano, clarinette ou violon et violoncelle op. 44 (1856)

Vincent d'Indy
- Trio pour piano, clarinette et violoncelle op. 29 (1887)[39]

Johannes Brahms
- Trio pour clarinette, violoncelle et piano op. 114 (1891)[40]

Georges Aperghis
- Trio pour clarinette, violoncelle et piano (1996)

### Piano, clarinette et basson
Mikhaïl Glinka
- Trio pathétique (1832)[41]

### Piano, flûte et clarinette
Maurice Emmanuel
- Sonate en trio (1907)[42]

Ernest Bloch
- Concertino pour flûte, clarinette et piano (1950)

### Piano, hautbois et basson
Francis Poulenc
- Trio pour hautbois, basson et piano (1926)[43]